# ریوالز اسکولز: متحد توسط سرنوشت
ریوالز اسکولز: متحد توسط سرنوشت که در ژاپن با نام Shiritsu Justice Gakuen: Legion of Heroes, شناخته می‌شود یک بازی مبارزه‌ای است که توسط کپ‌کام در ابتدا به عنوان یک بازی آرکید در سال ۱۹۹۷ منتشر شد و در سال ۱۹۹۸ برای پلی‌استیشن ساخته شد. دنباله‌ای به نام پروژه عدالت در سال ۲۰۰۰ منتشر شد که به ادامه داستان مربوط می‌شد.

## گیم‌پلی
بهترین بازی مبارزه‌ای به عنوان یک بازی چند ضلعی مارول در مقابل کپ‌کام با تفاوت‌های قابل توجه است. از نظر کنترل، بازی از تنظیمات چهار دکمه (دو مشت و دو لگد، مانند فرمت بازی اس.ان. کی) مشابه ستاره گلادیاتور. است
بازیکن تیمی متشکل از دو شخصیت را انتخاب می‌کند و با تیم دو شخصیت دیگر مبارزه می‌کند. با این حال، مبارزات واقعی، مبارزات یک به یک هستند، و شریک تنها با فراخوانی در زمانی شرکت می‌کند که یک بازیکن «نشاط» کافی برای حمله تیم‌آپ داشته باشد، که با فشار دادن یک دکمه مشت و ضربه با فشار یکسان انجام می‌شود. تیم‌آپ‌ها نوعی حمله تیمی دوگانه توسط شخصیت و شریک هستند، یا (برای تیم‌های اکثر شخصیت‌های زن) شخصیت اصلی را التیام می‌بخشند یا به آنها قدرت بیشتری می‌دهند. پس از پایان یک راند، یک بازیکن (برنده یا باخت) حق انتخاب دارد که در دور بعدی با شریک دور قبلی مبارزه کند یا شخصیت اصلی خود را در بازی نگه دارد. «نیرو سنج» (در اصل یک سوپر متر) می‌تواند تا ۹ سطح بالا برود، که تیم آپ‌ها دو سطح هزینه دارند و حرکت‌های فوق‌العاده از یک فرد تنها یک سطح انرژی هزینه دارد.

## طرح
داستان ریوال اسکولز بازیکن را با شهری ژاپنی به نام شهر آئوهارو آشنا می‌کند که در آن چندین مدرسه محلی قربانی حملات ناشناس و ربوده شدن دانش آموزان و کارکنان می‌شوند. شخصیت‌های مختلف بازی در تلاش هستند تا بفهمند چه کسی مسئول حملات به مدرسه آنهاست، با کات سین‌ها و دعوا که تعامل آنها با مدارس دیگر و بین آنها را به تصویر می‌کشد. در پایان، داستان نشان می‌دهد که یک مدرسه نخبگان در شهر، عدالت عالی، مسئول این حملات است. تیم بازیکن در نهایت با رایزو ایماوانو، مدیر مدرسه و نخستین رئیس بازی روبرو می‌شود. اگر الزامات خاصی در طول مبارزه با رایزو برآورده شود، داستان ادامه می‌یابد تا بازیکن وارد یک باس فایت واقعی با هیو ایماوانو، برادرزاده رایزو و مغز متفکر واقعی وقایع بازی شود.